# La donna del porto
La donna del porto (The Raging Tide) è un film del 1951 diretto da George Sherman

## Trama
Poco dopo l'omicidio commesso dal malavitoso Bruno Felkin tutte le poche vie principali d'accesso stradale a San Francisco sono state chiuse dalla polizia, che è alla sua ricerca: ecco perché Felkin si imbarca clandestinamente sul peschereccio dell'anziano (ma in gran forma) Hamil Linder, che, accompagnato dal figlio Carl, salpa prima dell'alba per una battuta di pesca della durata di qualche giorno.
Una volta scoperto a bordo, Felkin riesce ad assicurarsi la benevolenza di Hamil e – pur di non rimettere piede sulla terraferma – si fa assumere, in maniera informale, come apprendista pescatore, allo scopo di poter restare nell'imbarcazione anche quando è ormeggiata. I rapporti dell'assassino con Carl – che pure ha qualche precedente penale di poco conto - sono invece ambivalenti: Felkin lo assolda perché svolga per conto del racket qualche lavoretto in città, e soprattutto per mantenere i contatti con la fidanzata Connie Thatcher.
Senonché Connie e Carl finiscono con l'innamorarsi, mentre Felkin ordisce una trama per "incastrare" Carl e far ricadere su di lui la colpa dell'omicidio. Hamil, dal canto suo – per una serie di accadimenti – vede in Felkin il fautore del proprio ravvicinamento col figlio, col quale era stato in disaccordo per lunghi anni.
Una notte il peschereccio è colto in alto mare da una furiosa tempesta, che fa sì che Felkin, impressionato, si ravveda: non solo rinuncia al progetto di incolpare Carl, ma, quando quest'ultimo cade in mare colpito da una gigantesca ondata, si tuffa per salvargli la vita. Ci riesce, ma perde la propria.
Dopo la tragedia Connie e Carl – che a questo punto ha abbandonato la malavita – perseguono la propria vita amorosa.  